# Chris Zippel

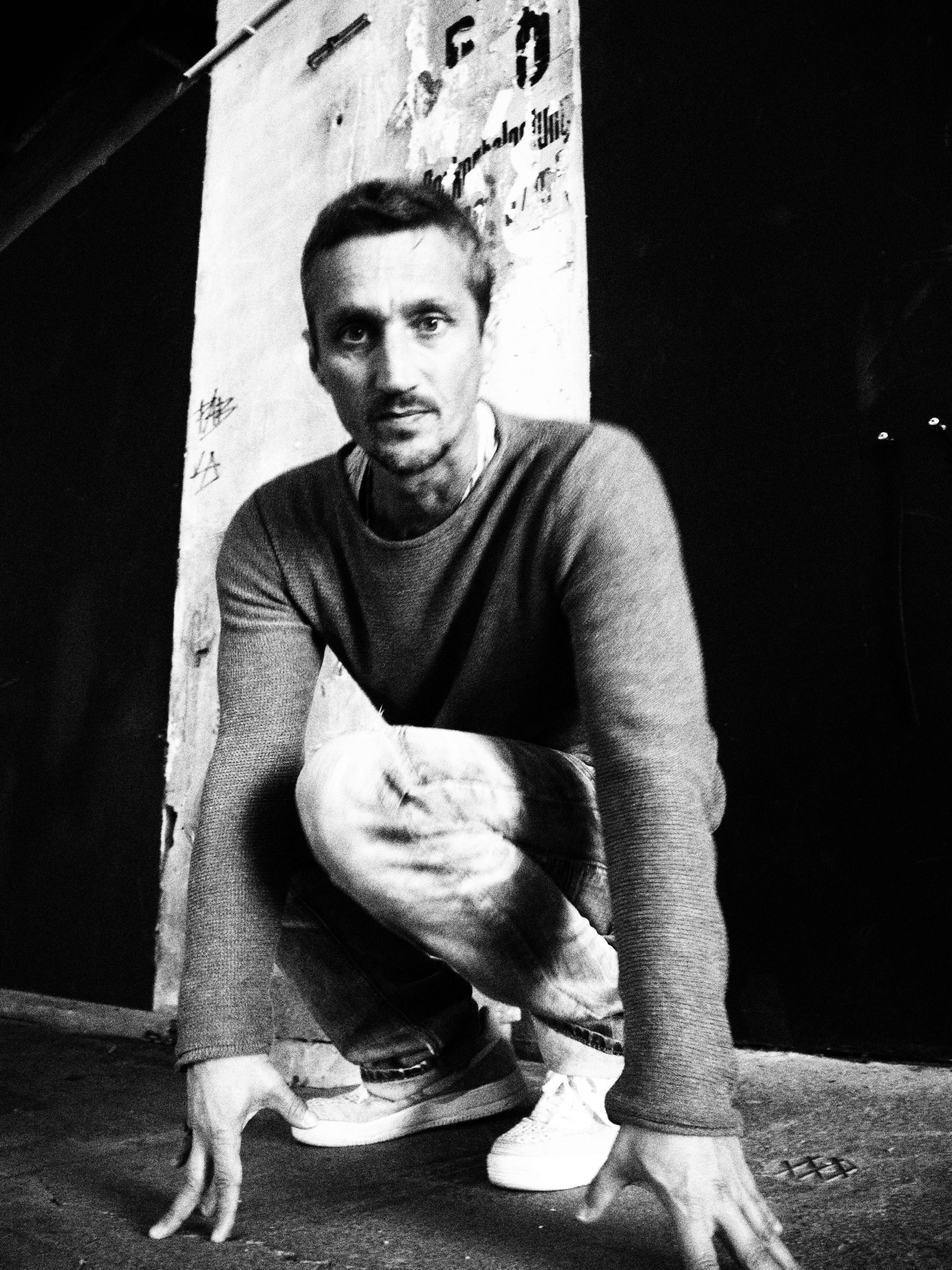
Chris Zippel 2018

Christian Zippel (* 5. November 1967 in Berlin) ist ein deutscher Komponist, Musikproduzent und Unternehmer.

## Leben
Zwischen 1979 und 1984 war Zippels Musik relativ akustisch ausgelegt. Als Mitglied einiger Schülerbands spielte er neben Gitarre noch Schlagzeug und Keyboard und sammelte auf den Bühnen Berliner Clubs erste musikalische Erfahrungen. Wendepunkt waren professionelle Studio-Aufnahmen 1984 im Kreuzberger Mythos Studio von Stefan Kaske mit seiner Band „M-Pire“.
Im Zeitraum zwischen 1985 und 1989 studierte Zippel Tontechnik an der SAE, kaufte sich mehr Studio-Equipment, arbeitete nebenbei in lokalen Cafés und Clubs und machte erste berufliche Erfahrungen als Toningenieur und Produzent in den größeren Tonstudios Hansa, Trixx oder Tritonus für Hip-Hop- und Rap-orientierte Produktionen.
Als Toningenieur begleitete er zwischen 1989 und 1991 die Gap Band, Jay Ski und Midnight Star auf ihren Tourneen. In dieser Zeit arbeitete er auch mit TV-Sendern zusammen, gründete sein eigenes Studio namens „Chill Out“ und ließ sich von Techno sowie der sog. „neuen elektronischen Bewegung“ musikalisch beeinflussen. Mit Nico Mesterharm, Yoram Roth und Thomas Jost gründete er 1992 das elektronische Independent-Label D'vision Netcom. Es folgten Veröffentlichungen, Konzerte und Labelpartys in der Berliner Clubszene, beispielsweise im E-Werk, in der Praxis Dr McCoy, im Tresor und auf der Loveparade.
In den 1990ern produzierte Zippel mit Mesterharm in Los Angeles die Gesangslegenden Yma Sumac, Ruth Brown und LaVern Baker. Mit der Produktion der Single „Cry, Cry Louise“ für Kate Yanai hatte er 1994 seinen ersten Chart-Erfolg. Zwischen 1994 und 2000 produzierte er Dance- und Techno-Künstler oder schuf Remixe ihrer Tracks wie z. B. für DJ Hooligan, später auch für SNAP! und Schiller und viele weitere. Während dieser Zeit fungierte er innerhalb seines eigenen Studios auch als Mastering- und technischer Support für die Labels Studio K7, SpiritZone, Sony, BMG und Universal, schrieb Musik für TV-Spots und Filme und veröffentlichte Co-Produktionen mit Künstlern wie Paul van Dyk und Marcos Lopez.
Ende der 1990er veröffentlichte er unter dem Namen „Genuine“  erste elektronische Solo-Alben. Ebenfalls in den 1990ern arbeitete Zippel eng mit dem Berliner Label MFS zusammen, deren Manager Mark Reeder ihn 2000 mit den Pet Shop Boys bekannt machte. Diese entschieden sich wenig später für Zippel als Produzent und Co-Autor für ihre eigenen Werke, woraus sich eine langjährige Zusammenarbeit entwickelte, die schließlich 2006 in einer gemeinsamen Produktion von Robbie Williams aufging.
Bei einer Produktion mit der Sängerin Maya Saban lernte Chris Zippel 2005 den Sänger Adel Tawil kennen, was zu einer Produzententätigkeit für das von Adel und Annette Humpe ins Leben gerufene Projekt Ich + Ich führte. Die Alben von Ich + Ich erreichten mehrfachen Platin-Verkaufsstatus.
Später verlagerte Zippel seine Wohn- und Arbeitsstätte nach Ibiza, Spanien. Dort entstanden auch die Songs für sein drittes Album „Genuine Horizon“ (Label: Elektrolux) aus dem Jahr 2007, welches 2008 auch in Japan als Special Edition und 2009 als Remix-Edition erschienen.
Zusammen mit dem Co-Produzenten Florian Richter arbeitete er an seinem Musik-Projekt „Amnid“. „Amnid“ konnte Diana King, Shola Ama und Anggun als Gastsängerinnen gewinnen.

## Soundcloud
Zippel ist einer der Gründer der Musikplattform SoundCloud.

## Diskografie (Auswahl)

### Solowerke
- 1992: Berlin Visions – Modern Architecture Of House (D'Vision)
- 1995: Ravebase – To the Beat Yáll (Voodoo Rec)
- 1996: Anonymous – I'm Here to Spread Love (Metronome)
- 1996: Ten Forward – Patterns of Force (MFS)
- 1997: Inhouse – It’s Outa Sight (Max Records)
- 1998: Dillinger&Capone – Trysting Fields (MFS)
- 1998: Moon&Sun (mit Marcos Lopez) – Album (Superstition)
- 1998: Genuine – Nu Ambient Grooves (96 Sounds)
- 1998: Chris Zippel – Riders of the Storm (MFS)
- 1999: Genuine – Nu Ambient Grooves II (96Sounds)
- 2000: Edlim – Special Things (WEA)
- 2001: Chris Zippel – Deck 12 (Plusquam)
- 2001: Inhouse – Spaceriders (Bigfoot)
- 2003: Namtrak vs Chris Zippel – Viva Colombia (DJSets)
- 2006: Zippel/Gutbrod – To the Rhythm (Session Deluxe)
- 2007: Chris Zippel – Genuine Horizon (Elektrolux)
- 2008: Chris Zippel – Genuine Horizon Japan Edition (Receptortune)
- 2008: Chris Zippel – Genuine Horizon The Remixes (Elektrolux)

### Von Chris Zippel produzierte Künstler (Auswahl)
- E Nomine
- Ich + Ich
- Kate Yanai
- LaVern Baker
- Maya Saban
- Marc Rembrandt
- Namito
- Pat Appleton
- Pet Shop Boys
- Robbie Williams
- Robyn
- Ruth Brown
- Schiller
- SNAP!
- Tanja Thomas
- Yma Sumac